# Christian Klein (Physiker)
Christian Klein (* um 1967) ist ein deutscher mathematischer Physiker und Hochschullehrer an der Université de Bourgogne-Franche Comté in Dijon.
Klein studierte ab 1985 Physik an der Universität Karlsruhe mit dem Diplom 1990 und wurde 1993 bei Herbert Pfister an der Universität Tübingen mit einer Dissertation aus der mathematischen Kosmologie promoviert (Rotational perturbations and frame dragging effects in a Friedmann universe). Als Post-Doktorand war er am Max-Planck-Institut für Physik, an der Friedrich-Schiller-Universität Jena, an der Universität Paris VI und dem Pariser Observatorium als Marie Curie Fellow. 2003 habilitierte er sich an der Universität Paris VI (Algebro-geometric Approach to the Einstein and Einstein-Maxwell Equations: Stationary Axisymmetric Case). Ab 2004 war er am Max-Planck-Institut für Mathematik in den Naturwissenschaften in Leipzig bei Eberhard Zeidler. 2007 wurde er Professor an der Université de Bourgogne-Franche Comté.
Er befasst sich mit der Anwendung fortgeschrittener numerischer Verfahren bei Gleichungen der mathematischen Physik, aber auch algebro-geometrischer Verfahren. Neben der Allgemeinen Relativitätstheorie (unter anderem eine Monographie über die Ernst-Gleichung in Zusammenhang mit Riemannschen Flächen) untersuchte er verschiedene nichtlineare Gleichungen der mathematischen Physik, unter anderem die nichtlineare Schrödingergleichung, die KP-Gleichung und die Korteweg-de-Vries-Gleichung zum Beispiel im Grenzfall kleiner Dispersion, in dem hochoszillierende Lösungen auftreten, die statt analytischen nur numerischen Untersuchungen zugänglich sind, und im Studium von deren Blow up Lösungen. Klein untersuchte auch mögliche Anwendungen der KdV und nichtlinearen Schrödingergleichung auf Monsterwellen. Er befasst sich auch mit mathematischen Problemen der Elektrischen Impedanz-Tomographie und numerischer Behandlung kompakter Riemannscher Flächen mit Anwendung von Thetafunktionen auf Riemannflächen auf die Lösung integrabler partieller Differentialgleichungen.

## Schriften (Auswahl)
- mit Olaf Richter: Ernst equation and Riemann surfaces : analytical and numerical methods, Springer, Lecture notes in physics 685, 2005
- mit Christof Sparber, Peter Markowich: Numerical study of oscillatory regimes in the Kadomtsev–Petviashvili equation, Journal of Nonlinear Science, Band 17, 2007, S. 429–470, Arxiv
- mit Tamara Grava: Numerical solution of the small dispersion limit of Korteweg—de Vries and Whitham equations, Communications on Pure and Applied Mathematics, Band 60, 2007, S. 1623–1664, Arxiv
- Fourth order time-stepping for low dispersion Korteweg-de Vries and nonlinear Schrödinger equation, Electron. Trans. Numer. Anal., Band 29, 2008, S. 37
- mit B. Dubrovin, T. Grava: On universality of critical behavior in the focusing nonlinear Schrödinger equation, elliptic umbilic catastrophe and the tritronquée solution to the Painlevé-I equation, Journal of Nonlinear Science, Band 19, 2009, S. 57–94
- mit P. Dubard, P. Gaillard, V. B. Matveev: On multi-rogue wave solutions of the NLS equation and position solutions of the KdV equation, The European Physical Journal Special Topics, Band 185, 2010, S. 247–258
- mit K. Rodoit: Fourth order time-stepping for Kadomtsev–Petviashvili and Davey–Stewartson equations, SIAM Journal on Scientific Computing, Band 33, 2011, S. 3333–3356, Arxiv
- mit J. C. Saut: Numerical study of blow up and stability of solutions of generalized Kadomtsev–Petviashvili equations, Journal of Nonlinear Science, Band 22, 2012, S. 763–811
- mit C. Sparber, P. Markowich: Numerical study of fractional nonlinear Schrödinger equations, Proceedings of the Royal Society A, Band 470, 2014, S. 20140364,   Arxiv
- mit T. Grava, G. Pitton: Numerical study of the Kadomtsev--Petviashvili equation and dispersive shock waves,  Proc. Roy. Soc. A, Band 474, 2018, S. 20170458, Arxiv